# Мири, Карел
Карел Мири (нидерл. Karel Frans Leopold Miry; 14 августа 1823, Гент — 3 октября 1889, Гент) — бельгийский композитор. Отец альтиста Поля Мири.
Начал учиться музыке у своего дяди, скрипача Питера Яна Мири. В 1835 г., с открытием Гентской консерватории, поступил в класс скрипки Жана Андриса, зарабатывал как переписчик нот для консерватории. С 1840 г. играл на ударных в оркестре Гентской оперы, с 1843 г. занял пульт второй скрипки, с 1849 г. второй дирижёр и наконец в 1855—1870 гг. первый дирижёр. В 1846 г. дебютировал в Генте со своей первой оперой «Белое и чёрное» (нидерл. Wit en zwart) на либретто Ипполита ван Пене, женатого на его тёте. Творческое содружество с ван Пене, продолжавшееся до смерти последнего в 1864 году, привело к появлению ещё нескольких опер и песни «Фламандский лев» (нидерл. De Vlaamse Leeuw; 1847), завоевавшей широкую популярность и официально признанной в 1973 году гимном Фландрии.
В общей сложности Карелу Мири принадлежит более 20 опер, поставленных в Генте, Брюсселе и Антверпене, а также симфонические и хоровые произведения, обширный детский вокальный и хоровой репертуар. Мири руководил несколькими хорами в Генте, преподавал в различных местных учебных заведениях (среди его учеников, в частности, Хендрик Валпут и Исидор Де Вос). В 1875 году занял пост муниципального музыкального инспектора, в 1881 г. его полномочия были расширены на всю Фландрию.
В 1893 году в Генте был поставлен памятник Карелу Мири.